# Rawica Stara
Rawica Stara [pronunciación en polaco: /raˈvit͡sa ˈstara/] es un pueblo ubicado en el distrito administrativo de Gmina Tczów, dentro del Condado de Zwoleń, Voivodato de Mazovia, en el este de Polonia central. ÉSe encuentra aproximadamente a 5 kilómetros al oeste de Tczów, a 14 kilómetros al oeste de Zwoleń, y a 104 kilómetros al sur de Varsovia.
El pueblo tiene una población de 457 habitantes.